# Aradus inornatus
Aradus inornatus är en insektsart som beskrevs av Philip Reese Uhler 1876. Aradus inornatus ingår i släktet Aradus och familjen barkskinnbaggar. Inga underarter finns listade i Catalogue of Life.